# Bischbrunn
Bischbrunn település Németországban, azon belül Bajorországban. Lakosainak száma 1834 fő (2023. december 31.). Bischbrunn Rohrbrunner Forst, Fürstlich Löwensteinscher Park, Esselbach, Schollbrunn és Altenbuch községekkel határos.

## Népesség
A település népessége az elmúlt években az alábbi módon változott:
| Lakosok száma | 952  | 1723 | 1830 | 1812 | 1813 | 1819 | 1791 | 1774 | 1821 | 1834 |
|               | 1975 | 1987 | 2012 | 2013 | 2014 | 2016 | 2017 | 2019 | 2022 | 2023 |